# هنري وولف (نقاش)
هنري وولف (بالفرنسية: Henry Wolf)‏ هو نقاش فرنسي، ولد في 3 أغسطس 1852 في إكويرشيم في فرنسا، وتوفي في 18 مارس 1916.